# Hoàng Phi Hổ

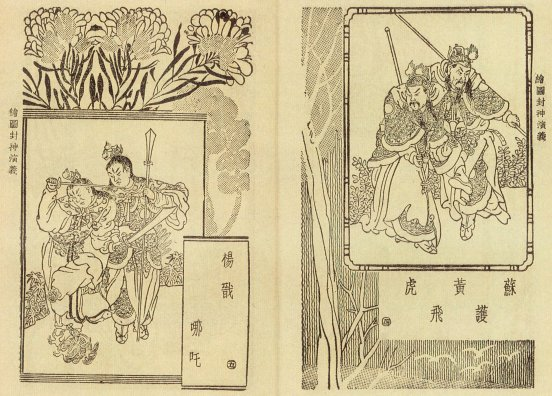
Minh họa Phong thần diễn nghĩa: Trái: Dương Tiễn và Na Tra; Phải: Tô Hộ và Hoàng Phi Hổ

Hoàng Phi Hổ (chữ Hán: 黄飞虎) là một nhân vật trong tác phẩm thần thoại Phong thần diễn nghĩa.

## Thân thế
Hoàng Phi Hổ sống dưới thời vua Trụ Vương (Ân Thọ), được phong tới tước Trấn Quốc Võ Thành Vương, cha là Hoàng Cổn - tổng trấn ải Giới Bài, em gái là Hoàng Thị - vương phi của Trụ Vương, phụ trách Tây cung. Thân làm trọng thần triều Thương công lao chinh Đông dẹp Bắc song sống giữa thời khí số nhà Thương đã tận, Trụ Vương ngày càng đắm chìm vào ăn chơi sa đoạ, ham mê tửu sắc, nghe lời xúi giục của ái phi Đát Kỷ xa lánh trung thần, bỏ mặc giang sơn xã tắc, vứt bỏ đạo lý cương thường, dựng Bào Lạc giết trung thần, đào Sái Bồn để sát hại cung nữ, bắt dân xây Lộc Đài để hướng thú vui chơi thần tiên... Ngay cả những đại thần có công lớn như Hoàng Phi Hổ cũng không tránh khỏi tai ương.

## Đầu quân nhà Chu
Vào năm thứ 21 của đời Trụ Vương, nhân dịp Tết Nguyên Đán, phu nhân của Hoàng Phi Hổ là Giả Thị vào cung chúc thọ Đắc Kỷ đã bị Trụ Vương toan giở trò ong bướm, bỏ mặc luân thường đạo lý. Quyết giữ trọn trinh tiết và phẩm hạnh Giả Thị đã tự tận trên Lộc Đài. Hoàng phi nghe tin tẩu tẩu chết liền chạy lại mắng Trụ Vương đam mê tửu sắc không giữ lễ tôi thần, Trụ Vương trong phút nóng giận đã ném Hoàng phi xuống Lộc Đài chết tan xương. Hoàng Phi Hổ bất bình với hôn quân vô đạo đã đem theo gia quyến của mình vượt 5 ải, sang hàng Chu Võ Vương, được Võ Vương tấn phong là Khai Quốc Võ Thành Vương.

## Lập công và được "phong thần"
Trong cuộc chiến chống lại nhà Thương, phát hưng cơ nghiệp 800 năm của nhà Chu, Hoàng Phi Hổ đã có nhiều đóng góp to lớn. Nhưng số trời đã định Hoàng Phi Hổ phải có tên trên bảng Phong Thần, khi đại quân Tây Kỳ áp sát huyện Dẫn Trì, Hoàng Phi Hổ bại vong dưới tay Tổng trấn Trương Khuê. Sau khi lật đổ nhà Thương giúp Võ Vương lên ngôi Cửu trùng, Khương Tử Nha vâng sắc Nguyên Thủy Thiên Tôn sắc phong các thần, Hoàng Phi Hổ được làm Đông Nhạc Thái Sơn, Tề Thiên Nhân Thánh Đại Đế, đứng đầu Ngũ Nhạc, cai trị phần hồn. Bất kể ai mới chết hay mới sinh cũng phải tới để thần Đông Nhạc xét hỏi. Có thể nói, Võ Thành Vương Hoàng Phi Hổ là một nhân vật điển hình, một hình tượng trung thần trong Phong thần diễn nghĩa.